# Svirplinės pelkė
Svirplinės pelkė este o arie protejată (arie specială de conservare — SAC, sit de importanță comunitară — SCI) din Lituania întinsă pe o suprafață de 24 ha, integral pe uscat.

## Localizare
Centrul sitului Svirplinės pelkė este situat la coordonatele 55°14′11″N 25°04′53″E / 55.2364°N 25.0814°E.

## Înființare
Situl Svirplinės pelkė a fost declarat sit de importanță comunitară în iunie 2005 pentru a proteja 4 specii de plante și 2 specii de animale. Situl a fost protejat și ca arie specială de conservare în decembrie 2018.

## Biodiversitate
Situată în ecoregiunea boreală, aria protejată conține 4 habitate naturale: Pajiști uscate seminaturale și facies de acoperire cu tufișuri pe substraturi calcaroase (Festuco-Brometalia) (* situri importante pentru orhidee), Liziere de ierburi înalte hidrofile de câmpie și de nivel montan până la alpin, Izvoare fino-scandinave și mlaștini produse de izvoare bogate în minerale, Mlaștini alcaline.
La baza desemnării sitului se află mai multe specii protejate:
- plante (4): turiță (Agrimonia pilosa), Hamatocaulis vernicosus, moșișoare (Liparis loeselii), ochii-șoricelului (Saxifraga hirculus)
- mamifere (1): vidră de râu (Lutra lutra)
- nevertebrate (1): fluturele auriu (Euphydryas aurinia)

Pe lângă speciile protejate, pe teritoriul sitului au mai fost identificate 2 specii de plante, 1 specie de păsări, 3 specii de nevertebrate.